# Acrocercops affinis
Acrocercops affinis är en fjärilsart som beskrevs av Braun 1918. Acrocercops affinis ingår i släktet Acrocercops och familjen styltmalar. Inga underarter finns listade i Catalogue of Life.